# Catocala nerissa
Catocala nerissa là một loài bướm đêm trong họ Erebidae.